# San Bassano
San Bassano (lombardul: San Basàn) település Olaszországban, Lombardia régióban, Cremona megyében. Lakosainak száma 2094 fő (2023. január 1.). San Bassano Cappella Cantone, Castelleone, Formigara, Pizzighettone és Gombito községekkel határos.

## Népesség
A település lakossága az elmúlt években az alábbi módon változott:
| Lakosok száma | 2212 | 2162 | 2170 | 2094 |
|               | 2013 | 2017 | 2018 | 2023 |